# Misellina
Misellina es un género de foraminífero bentónico de la subfamilia Misellininae, de la familia Verbeekinidae, de la superfamilia Fusulinoidea, del suborden Fusulinina y del orden Fusulinida. Su especie tipo es Doliolina ovalis. Su rango cronoestratigráfico abarca desde el Sakmariense hasta el Artinskiense (Pérmico inferior).

## Discusión
Clasificaciones más recientes incluyen Misellina en la superfamilia Neoschwagerinoidea, y en la subclase Fusulinana de la clase Fusulinata.

## Clasificación
Misellina incluye a las siguientes especies:
- Misellina asakaidoensis †
- Misellina candida †
  - Misellina candida var. stricta †
- Misellina caucasica †
- Misellina claudiae †
- Misellina compacta †
- Misellina cylindrica †
- Misellina dutkevitchi †
- Misellina ibukiensis †
- Misellina lepida †
  - Misellina lepida var. corpulenta †
  - Misellina lepida var. ohlonga †
- Misellina longissima †
- Misellina megalocula †
- Misellina mutabilis †
- Misellina otai †
- Misellina otakiensis †
- Misellina ovalis †
- Misellina pingdingshanensis †
- Misellina provecta †
- Misellina quasicompacta †
- Misellina sphaerica †
  - Misellina sphaerica minor †
- Misellina spinosa †
- Misellina transalaica †
- Misellina tumida †
- Misellina ovalis †
- Misellina vosgenensis †